# Gymnophora emarginata
Gymnophora emarginata är en tvåvingeart som beskrevs av Brown 1998. Gymnophora emarginata ingår i släktet Gymnophora och familjen puckelflugor. Inga underarter finns listade i Catalogue of Life.